# Parc Nacional do Descobrimento
El Parc Nacional do Descobrimento és un dels parcs nacionals brasilers i juntament amb el Parc Nacional do Monte Pascoal i el del Pau Brasil un passadís ecològic de les Reserves de Mata Atlântica de la Costa do Descobrimento. Va ser creat en 20 d'abril de 1999, pròxim a les commemoracions dels 500 anys de Brasil, com temptativa de preservar les restes de mata atlàntica del sud de l'estat de Bahia i encara no té infraestructura per a ser obert als visitants.
Amb 21.213 hectàrees pròximes al riu Cahy en un clima humit tropical i de floresta calent i humida, preserva, principalment, exemplars de pal-brasil, onça pintada (Panthera onca) i harpia (Harpia harpija), que són espècies amenaçades d'extinció. I també una gran riquesa històric-cultural que hi ha en la Costa do Descobrimento: lloc d'arribada de la flota de Pedro Álvares Cabral i vestigis dels ancestrals dels indis pataxós.
És una unitat de protecció integral, en el municipi de Prato, i amb un fort potencial per a l'ecoturisme. Majoritàriament plans, el territori del parc està compost per sòls del tipus areno-argilosos, amb textura arenosa, coberts per la floresta atlântica.
Forma part del Patrimoni Mundial de la Humanitat al Brasil per la UNESCO.